# Pohorniceni, Orhei
Pohorniceni este un sat din raionul Orhei, Republica Moldova.

## Istorie
Localitatea a fost menționată documentar pentru prima dată în anul 1604:
„1604 (7112) mai 20, Suceava.

Ieremia Movilă voievod întărește lui Simeon Jomir mare șătrar, nepotul lui Evstafie Iorgul, căsătorit cu Anița, fiica lui Irimia hotnogul, sora Gaftonei și a Axanei, în urma pricinii cu mănăstirea Probota, stăpânirea peste jumătatea de jos a satului Cotiujani, ținutul Soroca, rămasă de la bunicul Aniței, Ionașco hotnogul, cu uric de la Ștefan voievod cel Bătrân; peste a patra parte din Samașcani, ținutul Orhei, moștenire de la bunicul său Evstafie și de la Iorga Gore, cu act de la Petru voievod; a patra parte din Hulboca (Gluboca), cu vad pe Cula, rămasă de la ruda sa Ilișicescu; la Săpoteni, a cincea parte din Puțintei și Onițcani, rămasă de la rudele Irimescu; Silișcan, de la rudele Gorescu, iar mșnăstirii Probata rămâne să stăpânească 117 stânjeni la Pogor, cu mori în Răut.

Hotare: Zagușca, iazul Staniște, Răcești, Movila Lungă, Probota, Olișcani numită Pistruiul, pârâul Ciorna, podul Fendicu, Iapur, Pohoarna.”

## Administrație și politică
Componența Consiliului local Pohorniceni (9 consilieri), ales la 5 noiembrie 2023, este următoarea:
|  | Partid                               | Consilieri | Componență | Componență | Componență | Componență | Componență | Componență |
|  | ------------------------------------ | ---------- | ---------- | ---------- | ---------- | ---------- | ---------- | ---------- |
|  | Coaliția pentru Unitate și Bunăstare | 6          |            |            |            |            |            |            |
|  | Partidul Acțiune și Solidaritate     | 3          |            |            |            |            |            |            |